# Oreometra
Oreometra is een geslacht van vlinders van de familie spanners (Geometridae), uit de onderfamilie Ennominae.

## Soorten
- O. fifae Wiltshire, 1986
- O. ras Herbulot, 1983
- O. vittata Aurivillius, 1910